# Sheila Hancock

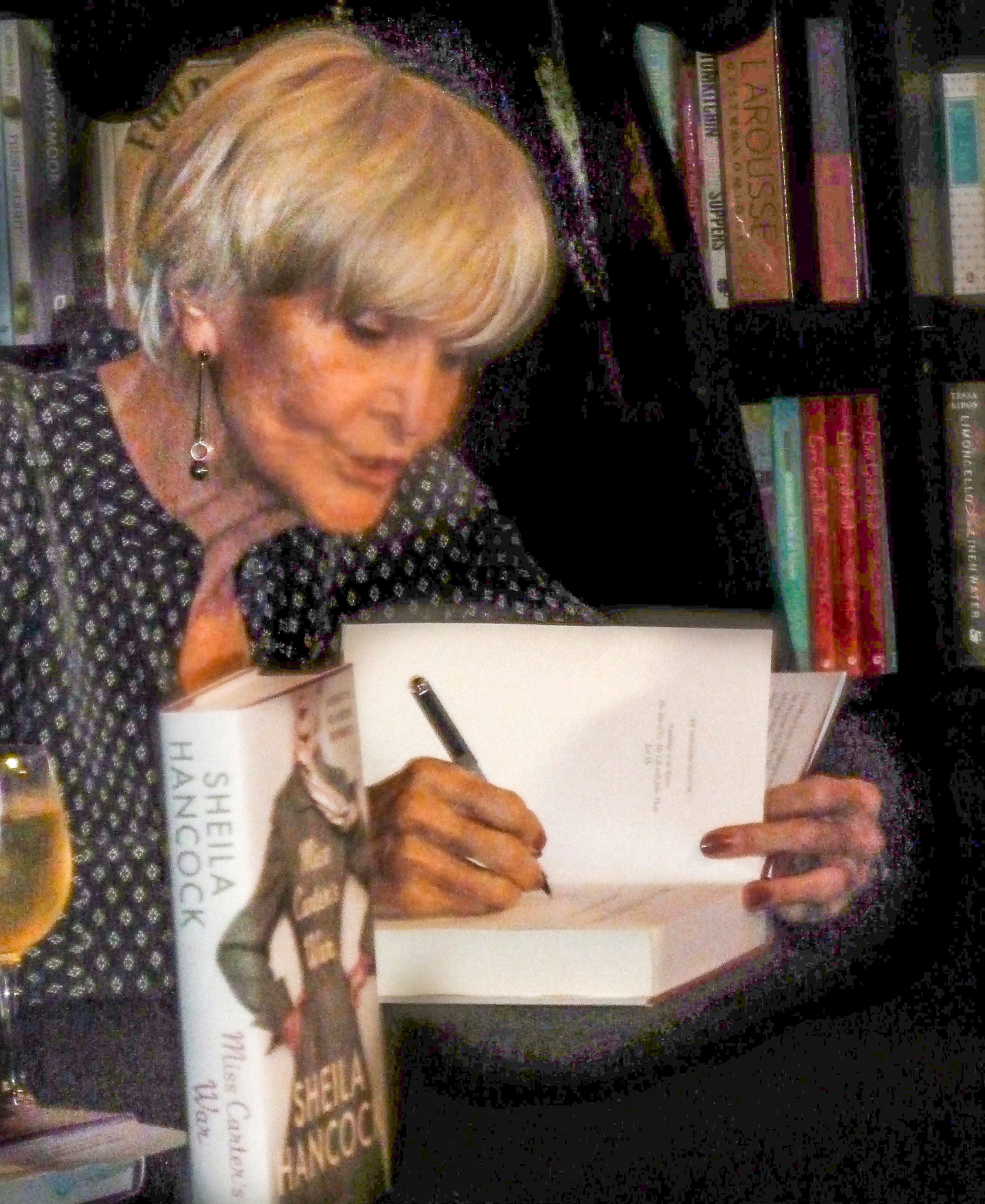
Sheila Hancock (2014)

Dame Sheila Cameron Hancock, DBE, (* 22. Februar 1933 in Blackgang, Isle of Wight) ist eine englische Schauspielerin und Autorin. Hancock besuchte die Royal Academy of Dramatic Art, bevor sie ihre Karriere im repertory theatre begann. Sie spielte in Theaterstücken und Musicals in London. Ihr Broadway-Debüt in Seid nett zu Mr. Sloane (1966) brachte ihr eine Tony-Award-Nominierung als Beste Hauptdarstellerin ein. Sie gewann einen Laurence Olivier Award for Best Performance in a Supporting Role in a Musical für ihre Rolle in Cabaret (2007) und wurde viermal mit dem Laurence Olivier Awards für ihre Arbeit in Sweeney Todd (1980), Das Wintermärchen (1982), Prin (1989) und Sister Act (2010) ausgezeichnet.

## Kindheit und Jugend
Sheila Hancock wurde in Blackgang auf der Isle of Wight als Tochter von Ivy Louise (geb. Woodward) und Enrico Cameron Hancock, einem Schankwirt, geboren. Ihre neun Jahre ältere Schwester Billie arbeitete im Varietétheater, bis sie sich im Jahr 2003 mit 79 Jahren in Antibes zur Ruhe setzte. Nach der Kriegsevakuierung besuchte Hancock die Dartford County Grammar School und die Royal Academy of Dramatic Art.

## Theater
In den 1950er Jahren arbeitete Hancock im Repertoire Theater und hatte 1958 ihr West-End-Debüt, in dem sie Joan Sims in Breath of Spring ersetzte. 1959 trat sie dann in Joan Littlewoods Theater-Workshop-Produktion von Make Me An Offer auf. Weitere frühe West-End-Auftritte umfassten die Revue One Over the Eight mit Kenneth Williams im Jahr 1961 und ihre Hauptrolle in Rattle of a Simple Man im Jahr 1962. 1965 hatte Hancock ihr Broadway-Debüt in Seid nett zu Mr. Sloane. 1978 spielte sie als Teil der Londoner Originalbesetzung Miss Hannigan im Musical Annie. Zwei Jahre später spielte sie, ebenfalls als Teil der Londoner Originalbesetzung, Mrs Lovett im Musical Sweeney Todd.
Hancock erschien ebenfalls in Das Wintermärchen, Titus Andronicus und A Delicate Balance der Royal Shakespeare Company. Am Royal National Theatre trat sie in The Cherry Orchard und The Duchess of Malfi auf. Regie führte sie in A Midsummer Night’s Dream für die Royal Shakespeare Company und The Critic am National Theatre. Hancock war stellvertretende künstlerische Leiterin der Cambridge Theatre Company.
2006 spielte Hancock die Rolle der Fraulein Schneider in der West-End-Wiederaufführung des Musicals Cabaret am Lyric Theatre. Sie gewann den Laurence Olivier Award für die beste Nebenrolle in einem Musical. 2009 spielte sie ein Jahr lang Mother Superior in Sister Act. The Musical am London Palladium.
2013 besetzte sie neben Lee Evans und Keeley Hawes die Hauptrolle in der Komödie Barking in Essex am Wyndham’s Theatre und war 2016 mit Jenna Russell Hauptdarstellerin der britischen Premiere des Musicals Grey Gardens am Southwark Playhouse.

## Fernsehen
Ihre erste Fernsehrolle hatte Hancock als Carol in der BBC-Sitcom The Rag Trade in den frühen 1960er Jahren. Außerdem spielte sie die Hauptrolle in den Sitcoms The Bed-Sit Girl, Mr. Digby Darling und Now Take My Wife. Sie spielte auch in Doctor Who, Kavanagh QC (mit ihrem Ehemann, John Thaw), Gone to the Dogs, Brighton Belles, EastEnders, The Russian Bride, Bedtime, Fortysomething, Feather Boy, Bleak House, New Tricks, Hustle und The Catherine Tate Show mit. 2008 spielte sie einmalig im Rahmen der BBC-Sendung The Last Word einen palliativen Patienten, der in die Schweiz reiste, um Sterbehilfe in Anspruch zu nehmen. 2009 spielte sie Liz in The Rain Has Stopped, einem Teil der BBC-Miniserie Moving On.
Hancock hat an zahlreichen Dokumentationen mitgewirkt. 2010 präsentierte sie Suffragette City, einen Teil der Serie A History of the World, der die Geschichte des Suffragetten-Bewegung durch Objekte des Museum of London Kollektion vorstellte. 2011 erkundete sie in Sheila Hancock Brushes Up: The Art of Watercolours die Geschichte der Wasserfarben durch schöne, noch weitestgehend unbekannte Arbeiten von sowohl professionellen als auch Amateurkünstlern. Im Jahr 2013 präsentierte sie als Teil der ITV-Dokumentationsserie Perspectives Sheila Hancock – The Brilliant Brontë Sisters, wobei es um die Erziehung der Schriftstellerin und ihre Inspirationsquellen ging.
Im Dezember 2012 nahm sie an einer Weihnachts-Special-Edition des BBC Programms Strictly Come Dancing teil.
Im Januar 2016 hatte sie einen Gastauftritt in einer Episode des Medizin-Dramas Casualty des BBC. Im Dezember 2016 spielte sie neben Dawn French, Emilia Fox und Iain Glen die Hauptrolle in der Sky One comedy drama Serie Delicious.

## Andere Tätigkeiten
Im März 1963 produzierte Hancock die Aufnahme My Last Cigarette. In dem Lied geht es um jemanden, der mit dem Rauchen aufhören möchte: Allerdings ist jede gute Absicht abhängig von „einer letzten Zigarette“.
Von 1978 bis 1979 spielte sie neben Pat Coombs als Alice Foster in der BBC-Radio-2-Comedyserie Thank You, Mrs Fothergill die Hauptrolle. Sie hatte Gastauftritte in Fernsehshows wie Grumpy Old Women, Room 101 und Have I Got News for You. Ab 1967 nahm sie gelegentlich an der Spielshow Just a Minute des BBC Radio 4 teil. Von März bis Mai 2010 erschien sie als Richterin in der BBC Show Over the Rainbow neben Charlotte Church, Andrew Lloyd Webber und John Partridge.
2011 erschien Hancock neben Geoffrey Palmer in der BBC-Radio-4-Serie North by Northamptonshire.
Von 2007 bis 2012 war Hancock Kanzlerin der University of Portsmouth.

## Privates
1955 heiratete Hancock den Schauspieler Alec Ross, der 1971 an Speiseröhrenkrebs starb. Das Paar hatte eine Tochter, Melanie, die 1964 geboren wurde. Ab 1973 war Hancock mit dem Schauspieler John Thaw verheiratet, der Melanie adoptierte. Zusammen hatten sie eine weitere Tochter, Johanna. Thaws Tochter aus erster Ehe, Abigail, wurde auch Teil der Familie. Alle drei Töchter sind Schauspielerinnen geworden.
Hancock war bis zu Thaws Tod (ebenfalls Speiseröhrenkrebs) am 21. Februar 2002 mit ihm verheiratet. In den späten 1980er Jahren wurde bei Hancock Brustkrebs diagnostiziert, von dem sie geheilt wurde. In ihrem Buch The Two of Us, das 2004 erschien, geht es sowohl um das Leben der Ehepartner als auch um ihre 28 Jahre lange Ehe. 2008 erschien ihr Buch Just Me, in dem es um das Witwen-Sein geht. 2014 publizierte sie ihren Debütroman Miss Carter’s War.
Hancock ist Mitglied der Religious Society of Friends (Quakers). Sie ist Förderin der Londoner HIV-Hilfsorganisation The Food Chain und arbeitete bis zu deren Auflösung am 5. August 2015 in der Londoner Kinderhilfsorganisation Kids Company.
Im Rahmen der Birthday Honours 1974 wurde Hancock als Officer des Order of the British Empire (OBE) ausgezeichnet. In den New Year Honours 2011 wurde sie zum Commander des Order of the British Empire (CBE) erhoben und im Rahmen der New Year Honours 2021 als Dame Commander des Order of the British Empire (DBE) geadelt.
Hancock ist eine Freundin von Sandi Toksvig und las Maya Angelous Gedicht Touched by an Angel bei der „I Do To Equal Marriage“-Veranstaltung, welche die Einführung der gleichgeschlechtlichen Ehe in England und Wales feierte.

## Filmografie
- 1960: Light Up the Sky!
- 1960: The Bulldog Breed
- 1961: The Girl on the Boat
- 1962: Twice Round the Daffodils
- 1964: Griff aus dem Dunkel (Night Must Fall)
- 1964: Der Millionenschatz (The Moon-Spinners)
- 1964: Ist ja irre – Cäsar liebt Cleopatra (Carry On Cleo)
- 1967: Wie ich den Krieg gewann (How I Won the War)
- 1968: Die Giftspritze (The Anniversary)
- 1970: Take a Girl Like You
- 1980: The Wildcats of St Trinian's
- 1987: Ein Kind der Liebe (The Love Child)
- 1987: Making Waves (Kurzfilm)
- 1988: Hawks – Die Falken (Hawks)
- 1988: Doctor Who (Fernsehserie, 3 Folgen)
- 1988: Buster
- 1990: Drei Männer und eine kleine Lady (Three Men and a Little Lady)
- 1992: Inspektor Morse, Mordkommission Oxford (Inspector Morse; Fernsehserie, 1 Folge)
- 1993: Liebe und andere Geschäfte (A Business Affair)
- 1997: Leben und Tod auf Long Island (Love and Death on Long Island)
- 1999: Alice im Wunderland (Alice in Wonderland)
- 2006: Mein Freund auf vier Pfoten (After Thomas)
- 2000, 2001: EastEnders (Fernsehserie, 3 Folgen)
- 2005: Bleak House (Fernsehserie, 2 Folgen)
- 2007–2011: New Tricks – Die Krimispezialisten (New Tricks; Fernsehserie, 4 Folgen)
- 2008: Der Junge im gestreiften Pyjama (The Boy in the Striped Pyjamas)
- 2016: Der wunderbare Garten der Bella Brown (This Beautiful Fantastic)
- 2016: Casualty (Fernsehserie, 1 Folge)
- 2016–: Delicious (Fernsehserie)
- 2017: Edie – Für Träume ist es nie zu spät (Edie)
- 2021: A Discovery of Witches (Fernsehserie, 5 Folgen)